# Linia kolejowa 15 Sopron – Szombathely
Linia kolejowa Sopron – Szombathely – linia kolejowa na Węgrzech. Jest to linia jednotorowa, w całości zelektryfikowana prądem przemiennym 25 kV 50 Hz. Łączy Sopron z Szombathely.

## Historia
Linia została otwarta w 1865 roku.